# ATP Challenger Lexington
Das ATP Challenger Lexington (offizieller Name: Lexington Open) ist ein seit 1995 jährlich stattfindendes Tennisturnier in Lexington, Kentucky. Das Turnier ist Teil der ATP Challenger Tour und wird im Freien auf Hartplatz ausgetragen.
Paul Goldstein und Harel Levy konnten das Turnier im Einzel bereits zweimal gewinnen. Im Doppel gab es bislang nur einmalige Sieger.

## Liste der Sieger

### Einzel
| Jahr | Sieger             | Finalgegner        | Ergebnis        |
| ---- | ------------------ | ------------------ | --------------- |
| 2025 | Zachary Svajda     | Bernard Tomic      | 2:6, 6:3, 6:2   |
| 2024 | João Fonseca       | Li Tu              | 6:1, 6:4        |
| 2023 | Steve Johnson      | Arthur Cazaux      | 7:65, 6:4       |
| 2022 | Shang Juncheng     | Emilio Gómez       | 6:4, 6:4        |
| 2021 | Jason Kubler       | Alejandro Tabilo   | 7:5, 6:72, 7:5  |
| 2020 | abgesagt           | abgesagt           | abgesagt        |
| 2019 | Jannik Sinner      | Alex Bolt          | 6:4, 3:6, 6:4   |
| 2018 | Lloyd Harris       | Stefano Napolitano | 6:4, 6:3        |
| 2017 | Michael Mmoh       | John Millman       | 4:6, 7:63, 6:3  |
| 2016 | Ernesto Escobedo   | Frances Tiafoe     | 6:2, 6:76, 7:63 |
| 2015 | John Millman       | Yasutaka Uchiyama  | 6:3, 3:6, 6:4   |
| 2014 | James Duckworth    | James Ward         | 6:3, 6:4        |
| 2013 | James Ward         | James Duckworth    | 4:6, 6:3, 6:4   |
| 2012 | Denis Kudla        | Érik Chvojka       | 5:7, 7:5, 6:1   |
| 2011 | Wayne Odesnik      | James Ward         | 7:5, 6:4        |
| 2010 | Carsten Ball       | Jesse Levine       | 6:4, 7:61       |
| 2009 | Harel Levy (2)     | Alex Kuznetsov     | 6:4, 4:6, 6:2   |
| 2008 | Somdev Devvarman   | Robert Kendrick    | 6:3, 6:3        |
| 2007 | John Isner         | Brian Wilson       | 6:79, 6:3, 6:4  |
| 2006 | Lee Hyung-taik     | Amer Delić         | 5:7, 6:2, 6:3   |
| 2005 | Dudi Sela          | Bobby Reynolds     | 6:3, 3:6, 6:4   |
| 2004 | Matías Boeker      | Jesse Witten       | 6:2, 4:6, 7:65  |
| 2003 | Frank Dancevic     | Petr Kralert       | 7:5, 6:4        |
| 2002 | Scott Draper       | Paul Goldstein     | 4:6, 6:4, 6:4   |
| 2001 | Paul Goldstein (2) | Jack Brasington    | 1:6, 6:2, 6:3   |
| 2000 | Takao Suzuki       | Justin Gimelstob   | 2:1 aufgg.      |
| 1999 | Harel Levy (1)     | Kevin Kim          | 6:4, 7:6        |
| 1998 | Paul Goldstein (1) | Lee Hyung-taik     | 6:1, 6:4        |
| 1997 | Wayne Black        | Gianluca Pozzi     | 6:4, 6:1        |
| 1996 | Steve Bryan        | Nicola Bruno       | 6:2, 6:4        |
| 1995 | Mark Knowles       | Kenny Thorne       | 6:4, 7:5        |

### Doppel
| Jahr | Sieger                                   | Finalgegner                      | Ergebnis          |
| ---- | ---------------------------------------- | -------------------------------- | ----------------- |
| 2025 | Anirudh Chandrasekar Ramkumar Ramanathan | Hsu Yu-hsiou Huang Tsung-hao     | 6:4, 6:4          |
| 2024 | André Göransson Sem Verbeek              | Yūta Shimizu James Trotter       | 6:4, 6:3          |
| 2023 | Eliot Spizzirri Tyler Zink               | George Goldhoff Vasil Kirkov     | 4:6, 6:3, [10:8]  |
| 2022 | Yuki Bhambri Saketh Myneni               | Gijs Brouwer Aidan McHugh        | 3:6, 6:4, [10:8]  |
| 2021 | Liam Draxl Stefan Kozlov                 | Alex Rybakov Reese Stalder       | 6:2, 6:75, [10:7] |
| 2020 | abgesagt                                 | abgesagt                         | abgesagt          |
| 2019 | Diego Hidalgo Martin Redlicki            | Roberto Maytín Jackson Withrow   | 6:2, 6:2          |
| 2018 | Robert Galloway Roberto Maytín           | Joris De Loore Marc Polmans      | 6:3, 6:1          |
| 2017 | Alex Bolt Max Purcell                    | Tom Jomby Eric Quigley           | 7:5, 6:4          |
| 2016 | Luke Saville Jordan Thompson             | Nicolaas Scholtz Tucker Vorster  | 6:2, 7:5          |
| 2015 | Carsten Ball Brydan Klein                | Dean O’Brien Ruan Roelofse       | 6:4, 7:64         |
| 2014 | Peter Polansky (2) Adil Shamasdin        | Chase Buchanan James McGee       | 6:4, 6:2          |
| 2013 | Frank Dancevic Peter Polansky (1)        | Bradley Klahn Michael Venus      | 7:5, 6:3          |
| 2012 | Austin Krajicek John Peers               | Tennys Sandgren Rhyne Williams   | 6:1, 7:64         |
| 2011 | Jordan Kerr David Martin                 | James Ward Michael Yani          | 6:3, 6:4          |
| 2010 | Raven Klaasen Izak van der Merwe         | Kaden Hensel Adam Hubble         | 5:7, 6:4, [10:7]  |
| 2009 | Kevin Anderson Ryler DeHeart             | Amir Hadad Harel Levy            | 6:4, 4:6, [10:6]  |
| 2008 | Alessandro Da Col Andrea Stoppini        | Olivier Charroin Érik Chvojka    | 6:2, 2:6, [10:8]  |
| 2007 | Brendan Evans Ryan Sweeting              | Ross Hutchins Phillip Simmonds   | 6:4, 6:4          |
| 2006 | Sanchai Ratiwatana Sonchat Ratiwatana    | John Isner Colin Purcell         | 7:65, 4:6, [10:6] |
| 2005 | Scoville Jenkins Bobby Reynolds          | Roger Anderson Rik De Voest      | 6:4, 6:4          |
| 2004 | Matías Boeker Amer Delić                 | Harsh Mankad Jason Marshall      | 7:5, 6:4          |
| 2003 | Jonathan Erlich Takao Suzuki             | Matías Boeker Travis Parrott     | 6:4, 6:1          |
| 2002 | Jack Brasington Glenn Weiner             | Brandon Coupe Eric Taino         | 6:2, 4:6, 7:5     |
| 2001 | John-Laffnie de Jager Robbie Koenig      | Paul Kilderry Jack Waite         | 7:61, 7:5         |
| 2000 | Lorenzo Manta Laurence Tieleman          | Grant Stafford Wesley Whitehouse | 7:6, 7:6          |
| 1999 | Michael Sell Gabriel Trifu               | Scott Humphries Kevin Kim        | 7:6, 6:7, 6:4     |
| 1998 | Ben Ellwood Lleyton Hewitt               | Paul Goldstein Jim Thomas        | 5:7, 6:3, 6:2     |
| 1997 | Wayne Black Brian MacPhie                | David Di Lucia Bryan Shelton     | 6:4, 7:5          |
| 1996 | Geoff Grant Grant Stafford               | Chad Clark Tamer El Sawy         | 7:5, 6:1          |
| 1995 | Fernon Wibier Chris Woodruff             | Jamie Morgan Andrew Painter      | 7:5, 6:2          |